# (12381) Hugoclaus
(12381) Hugoclaus (1994 PH30) – planetoida z pasa głównego asteroid okrążająca Słońce w ciągu 4,62 lat w średniej odległości 2,77 j.a. Odkryta 12 sierpnia 1994 roku.